# Oude-Eglantierpolder
De Oude-Eglantierpolder is een polder ten noordwesten van Axel, behorende tot de Polders tussen Axel, Terneuzen en Hoek, in de Nederlandse provincie Zeeland. 
De polder werd in 1606 ingedijkt, en heeft voor een deel nog de vorm van vóór de inundaties.
Binnen de polder liggen de buurtschappen Magrette en Vaartwijk. Het zuidelijk deel van de polder wordt tegenwoordig ingenomen door een bedrijventerrein, behorende bij Axel.